# Затерланд
Затерланд (њем. Saterland) општина је у њемачкој савезној држави Доња Саксонија. Једно је од 13 општинских средишта округа Клопенбург. Према процјени из 2010. у општини је живјело 12.883 становника. Посједује регионалну шифру (AGS) 3453013.

## Географски и демографски подаци
Затерланд се налази у савезној држави Доња Саксонија у округу Клопенбург. Општина се налази на надморској висини од 5 метара. Површина општине износи 123,6 km². У самом мјесту је, према процјени из 2010. године, живјело 12.883 становника. Просјечна густина становништва износи 104 становника/km².

## Међународна сарадња
| Мјесто        | Држава | Врста сарадње | Од    |
| ------------- | ------ | ------------- | ----- |
| Срода Слонска | Пољска | партнерство   | 2002. |
| Извор         |        |               |       |